# Ciencias de la educación

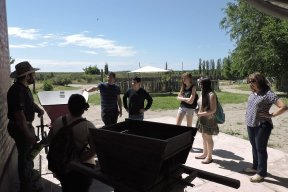
Educación al aire libre

Las ciencias de la educación son un conjunto de diversas disciplinas que estudian a la educación y las prácticas educativas. En este sentido, cada disciplina proporciona perspectivas teóricas-metodológicas para analizar, comprender y explicar los problemas complejos que acontecen en los espacios educativos —formales y no formales—.
Con el objetivo de construir conocimiento relacional (o integral) y multidimensional, es decir, desde variadas dimensiones de análisis sobre los procesos educativos, se hace necesario establecer diálogos desde una actitud colaborativa y construir nexos de reciprocidad, en pos de lograr una comprensión más profunda de dichos procesos y, así, elaborar propuestas de intervención más adecuadas. 

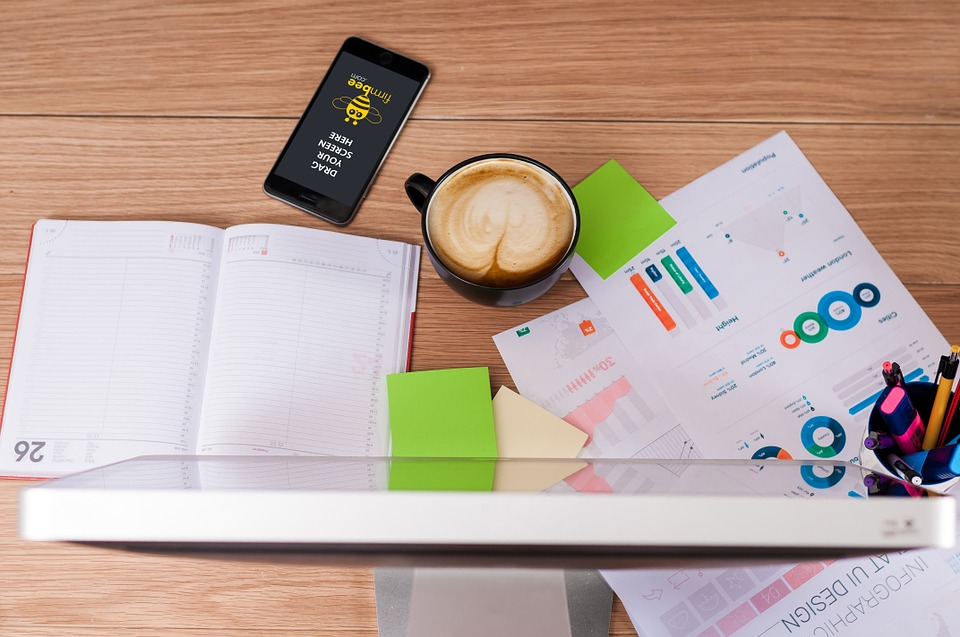
Las tecnologías de la información y la comunicación (TIC) forman parte del nuevo escenario educativo.

## Objeto y clasificación
Si este es un estudio de las situaciones educacionales pasadas, presentes y futuras. Los principales factores que se deben tomar en consideración para analizar y comprender los hechos y las situaciones educacionales pueden clasificarse en dos grandes categorías:
- Los factores que dependen de «condiciones generales de la institución educativa» en el seno de la sociedad.
- Los factores que dependen de «las condiciones “locales” de la institución educativa» y que determinan su realización.

El pedagogo Gastón Mialaret propuso en su libro Introducción a las Ciencias de la Educación a fines de los años setenta una clasificación en tres grandes categorías:
1. Las que estudian las condiciones generales y locales de la educación:
  - Historia de la educación y de la pedagogía
  - Sociología de la Educación
  - Demografía escolar
  - Economía de la educación
  - Pedagogía comparada
2. Las que estudian la situación educativa y los hechos educativos:
  - Las disciplinas que estudian las condiciones del acto educativo desde los ángulos:
    - De la fisiología
    - La psicología de la educación de la sociología
    - Ciencias de la Comunicación

  - Las didácticas y la teoría de los programas
  - Las ciencias de los métodos y de las técnicas pedagógicas
  - Las ciencias de la evaluación
3. Las de la reflexión y futuro:
  - La filosofía de la educación
  - La planificación educativa

### Debates
En el debate entre Pedagogía y Ciencias de la educación se destacan las posturas del sociólogo y pedagogo francés Émile Durkheim y el filósofo, educador y pedagogo estadounidense John Dewey.
Para Durkheim la pedagogía es una teoría-práctica, una forma de reflexionar sobre educación, estas reflexiones toman forma de teorías, que son combinaciones de ideas, cuyo objeto es dirigir la acción, considera necesaria a la Pedagogía porque orienta, pero no se puede confundir con la ciencia. Es por ello que postula que se debe ir elaborando una Ciencia de la Educación, la que trataría de describir, analizar, interpretar y explicar, hechos del pasado o presente, en el cual investiga sus causas o efectos.
La Ciencia de la educación aún no ha sido elaborada y, mientras no se elabore serán los conocimientos de otras disciplinas sociales, la base en que se sustente la pedagogía; no ya en un saber de tipo especulativo, escolástico, sino en un saber científico, porque esa tecnología debe poseer un conocimiento científico de base para poder aplicarse.
Desde la perspectiva de Durkheim el estudio de la educación se puede considerar una disciplina científica, la ciencia de la educación, pues posee los tres caracteres de ciencia:
1. Se refiere a hechos observables
2. Son hechos que pueden ser categorizados, no están aislados
3. Busca conocer esos hechos en forma desinteresada, y sin juzgarlos (neutralidad): una regla metodológica es eliminar los prejuicios

La ciencia de la educación puede estudiar dos tipos de problemas: el de la génesis y el del funcionamiento de los sistemas educativos. Este aporte de Durkheim es el que sentará las bases para el surgimiento de la sociología de la educación con Parson, en tanto, concibe a la educación como un hecho social, que prepara a las generaciones más jóvenes para la vida social. La Educación, en estos términos, amerita ser estudiada por la Sociología, entendida la educación como proceso de socialización, que prepara a los sujetos para convertirse en miembros del orden social.
Por su parte para John Dewey, se va a ocupar específicamente del problema de la educación, centrando su interés en como debe estar vinculada con la realidad, la Filosofía o la teoría, y no ser pura reflexión. Plantea la posibilidad de una Ciencia de la Educación, que debe ser un conocimiento pragmático, positivista y científico, para ello se deben tomar aportes de la Sociología, de la Psicología y de la Economía. Dewey, no habla de una Ciencia de la Educación aparte de estas disciplinas, sino que la Ciencia de la Educación se va a constituir con el aporte de las mismas.
La forma en que él concibe a la Ciencia de la Educación, se aproxima bastante a la concepción de Durkheim con respecto a la pedagogía, como teoría-práctica. Esta idea se reafirma si se tiene en cuenta que, para Dewey, no hay una separación entre Ciencia y Filosofía de la educación. Desde una postura deweyana y pese a sus referencias a una Ciencia de la educación, es aceptable la nomenclatura de «Ciencias de la educación», ya que la Psicología de la Educación, la Sociología de la educación, la Economía de la educación, se constituyen como tales a partir de las respectivas ciencias que entrañan y del objeto de estudio al que recurren.

## Tradiciones académicas
Es problemática la denominación y caracterización del abordaje disciplinario, dado que varias ciencias se arrogan la capacidad para comprender el objeto educación. En la morfología del campo académico es posible distinguir diferentes denominaciones Pedagogía, Ciencias de la educación y Educación.

### Pedagogía como ciencia de la educación
Existe poca claridad con respecto a la definición de pedagogía. La tradición alemana sostiene la necesidad de una unidad disciplinaria, presidida por la filosofía como fuente normativa ligada a la tradición de la filosofía idealista e historicista, concibió la posibilidad de constituir a la Pedagogía en «ciencia de la educación». La Pedagogía estudia el fenómeno educativo con la intención de orientar su desarrollo práctico sobre todo a un nivel normativo; reflexiona sobre los problemas educativos a partir de compromisos ideológicos y filosóficos. Esta definición se acerca a lo propuesto por Salazar (2006, 146p) quien señala: «La pedagogía tiene por objeto el planteo, estudio y solución del problema educativo: o también puede decirse que la pedagogía es un conjunto de normas, leyes o principios que se encargan de regular el proceso educativo».

### Ciencias de la educación
La tradición francesa defiende la necesidad de sostener la «multidisciplinariedad» (o multirreferencialidad) respecto al objeto educación utilizando la denominación de Ciencias de la Educación. Partiendo de la distinción formulada particularmente por Durkheim (1858-1917), diferenciaba en sus comienzos a la Pedagogía de las Ciencias de la Educación. Entenderemos, por lo tanto, como Ciencias de la Educación a todas las disciplinas interesadas en el estudio científico de los distintos aspectos de la educación en sociedades y culturas determinadas. Las Ciencias de la educación (a diferencia de la pedagogía) abarcan el problema educativo desde múltiples objetos y metodologías, debido en parte al afán especializador y también al interés que otras disciplinas mostraban por las cuestiones educativas (sociología de la educación, psicología de la educación, economía de la educación, antropología de la educación, política educacional, administración educacional, pedagogía, e inclusive la didáctica como ciencia aparte y a la altura de la pedagogía), surgiendo, en consecuencia, múltiples enfoques, que pronto exigieron un espacio propio aunque no una fundamentación epistemológica diferenciada.

### De la Ciencia de la educación a las Ciencias de la Educación
A mediados del siglo XX, la sociedad francesa experimenta unos profundos debates sobre cual sería el campo del saber de la educación. Dos posturas enfrentadas que difieren en torno a la singularidad o pluralidad de la educación. Por un lado, los que sostienen una «ciencia de la educación» que provenía de la psicología positivista y que se limitaba al conjunto de técnicas necesarias para el desarrollo de la inteligencia. Por otra, los que veían una complejidad en el hecho educativo y acto educativo, en el que se abarcaba un conjunto de instituciones, prácticas, modos y formas de enseñanza, apostando por tanto en unas «ciencias de la educación».

### Teoría de la educación
Caracterizada por una mirada evolucionista, empirista y pragmática, encuadra como ciencia a una teoría educativa profundamente emparentada con la psicología experimental y la sociología funcionalista. La tradición anglosajona une bajo el nombre «educación» la práctica y la disciplina que la estudia, conciben la necesidad de un discurso teórico que al mismo tiempo una apuesta práctica.
Basado en la tradición francesa, el mapa conceptual —sobre estas líneas— ilustra algunas «ciencias de la educación», aunque no todas; así como algunas teorías del conocimiento.

## Áreas

### Filosofía de la educación
La filosofía de la educación es una disciplina relativamente moderna que estudia el fenómeno educativo y las teorías sobre el mismo desde una perspectiva racional, con el deseo de ofrecer una explicación definitiva sobre la educación humana y su pedagogía de enseñanza.

### Sociología de la educación
La filosofía de la educación es una meta disciplina del conocimiento, en cuanto que va más allá del fenómeno educativo propiamente dicho. La idea central es la reflexión racional de la educación.

### Psicología de la educación
La psicología educativa, psicología de la educación o psicología educacional es la rama de la psicología que estudia los procesos de cambio surgidos en la persona como fruto de su relación con instituciones educativas formales o no (escuelas, familia, etc.). A diferencia de la psicopedagogía, que se dedica al estudio de procesos psicológicos involucrados en el aprendizaje y la enseñanza humana a lo largo de toda la vida; comprende, por lo tanto, el análisis de las formas de aprender y de enseñar, la efectividad de las intervenciones educativas con el objeto de mejorar el proceso, la aplicación de la psicología a esos fines y la aplicación de los principios de la psicología social en aquellas organizaciones cuyo fin es instruir. La psicología educacional estudia cómo los estudiantes aprenden, a veces focalizando la atención en subgrupos tales como niños superdotados o aquellos sujetos que padecen de alguna discapacidad específica.
La corriente que en la actualidad recibe mayor aceptación considera a la psicología educativa como una disciplina independiente, con sus propias teorías, métodos de investigación, problemas y técnicas, pudiendo ser en parte entendida por medio de su relación con otras disciplinas y encontrándose fuertemente ligada a la psicología, siendo esta relación análogamente comparable a la existente entre la medicina y la biología, o la ingeniería y la física.
Aunque los términos «psicología educacional» y «psicología escolar» son frecuentemente utilizados como sinónimos, los teóricos e investigadores prefieren ser identificados como psicólogos educacionales, mientras que los profesionales que desempeñan específicamente sus labores en escuelas o en tareas relacionadas con la escuela se identifican como psicólogos escolares.
Tiene como propósito fundamental encaminar sus esfuerzos científico-disciplinarios a buscar mejorar en dichas prácticas y procesos. Es decir, busca comprender por un lado, en los procesos de desarrollo subjetivo y los diferentes modelos psicológicos del aprendizaje, sustenta sus propuestas de intervención en el conocimiento que posee sobre el desarrollo humano, el lenguaje, el aprendizaje, la motivación, la memoria y los procesos cognoscitivos complejos. En la psicología de la educación coexisten varios paradigmas alternativos surgidos preponderamente durante el siglo XX: el conductista, los cognoscitivos, el psicogenético, los humanistas, el sociocultural y el psicoanálista, por lo que destaca como una disciplina pluripadigmática.

### Economía de la educación
La economía de la educación es el estudio de asuntos económicos relacionados con la educación, incluyendo la demanda de educación, la financiación y provisión de ésta. Desde los primeros trabajos realizados acerca de la relación entre educación y resultados en el mercado de trabajo, el campo de la economía de la educación ha crecido rápidamente para cubrir prácticamente todas las áreas relacionadas con la educación.
La economía de la educación es probablemente una de las ciencias de la educación más nuevas. Si bien siempre es posible encontrar lejanos antecedentes, no es sino a fines de los años 1950 que se constituyó como disciplina autónoma, con un sólido soporte teórico y con el desarrollo de muchos equipos de investigación que han duplicado varias veces la producción científica en ese campo. El soporte teórico inicial fue la teoría del capital humano, que acentúa el aspecto «inversión» de los gastos en educación, que eran antes considerados más bien como un consumo a la vez privado y público.
Como consecuencia se desarrollaron dos tipos de trabajos: por una parte sobre el plano microeconómico, es decir desde el punto de vista de los individuos, se llevaron a cabo en numerosos países investigaciones sobre las tasas de rendimiento de los diferentes niveles de educación. Por otra parte, sobre el plano macroeconómico se buscó medir la contribución de la educación al crecimiento económico. En los dos casos, las verificaciones de las hipótesis emitidas han puesto en evidencia un alto nivel de rentabilidad económica de los gastos en educación.
En un segundo tiempo, la economía de la educación ha cuestionado ciertas hipótesis iniciales, tomando sobre todo en cuenta las aportaciones de la sociología de la educación. Esta, en efecto, había mostrado que las decisiones individuales en materia de educación en general no estaban determinadas por una racionalidad de tipo coste-beneficio: la prosecución de los estudios obedecía a numerosos factores, de los cuales el más importante es, según este enfoque, la clase social a la que pertenecen los individuos y no su libre albedrío como individuos iguales que realizan la elección óptima según sus propios puntos de vista. Siempre según este enfoque, los sistemas educativos actúan de tal manera que «organizan» la reproducción social, es decir, simplifican la transmisión hereditaria de las posiciones de poder socioeconómico. Numerosos trabajos empíricos han confirmado que efectivamente, las tasas de rendimiento de un nivel dado de educación diferían según el origen social pero que los individuos provenientes de clases modestas podían, gracias a la educación, acceder a perfiles edad-ganancia muy superiores a los que hubieran llegado sin educación.

### Antropología de la educación
La antropología de la educación  es un campo de la antropología y frecuentemente asociada con el trabajo pionero de George Spindler. Como el propio nombre indica, el foco de la Antropología de la Educación es la educación, aunque una aproximación antropológica de la educación tiende a focalizarse en los aspectos culturales de la educación, tanto de sus aspectos formales como informales.
Puesto que la educación implica la comprensión de quiénes somos, no resulta sorprendente que el principal dictamen de la Antropología de la Educación es que sea un campo interesado principalmente en la transmisión cultural. La transmisión o aprendizaje de la cultura implica la transferencia de un sentido de la identidad entre generaciones, a veces denominado endoculturación y también la transferencia de identidad entre culturas, a veces conocido como aculturación. De acuerdo a todo ello, no resulta extraño que la Antropología de la Educación haya ido incrementado su focalización en la identidad étnica y en los cambios étnicos.

### Educación comparada
La educación comparada es un campo académico de estudio que examina la educación mediante el método comparativo con el fin de contribuir a su mejora. Busca descubrir, estudiar y comparar el complejo entramado que representa en cada pueblo el proceso educativo. Es una disciplina provista de un doble carácter: uno básico en el sentido de conocer los fenómenos educativos como entidades complejas que forman parte de la realidad; y uno aplicado porque a través del análisis pretende buscar soluciones a los problemas que aquejan a los sistemas educativos mundiales.

### Política educacional
La Política educacional tienen por objeto el estudio y la interpretación de los fenómenos de carácter político que emanan de la vertiente socioeducativa intentando develar las implicaciones educativas que tiene la orientación ideológica del poder político. Estudia el conjunto de fuerzas sociales que son encargadas de dar direccionalidad al sistema educativo dentro de una formación social históricamente configurada acotada en determinada sociedad nacional.

### Administración educacional
La Administración educacional es un saber teórico-práctico sobre las organizaciones educativas constitutivas del espacio público y de un saber teórico-práctico sobre su gobierno. Es decir un conocimiento político y una práctica ética.

### Pedagogía
La pedagogía es una disciplina con autonomía, identidad e intereses propios que interviene en la educación con la finalidad de legitimar y mejorar los ideales y las prácticas educativas. Enfocada en la investigación y reflexión de las teorías educativas en todas las etapas de la vida, no solo en la infancia. Se nutre de conocimientos provenientes de la sociología, historia, antropología, filosofía, psicología y política. El término «pedagogía» ha evolucionado para referirse al estudio de la educación como un fenómeno complejo y multi referencial.
Esta profesión está basada en las teorías y análisis de aquellos procesos educativos que emplean los seres humanos a lo largo de su vida, por lo que implica un lado teórico reflexivo dentro de la relación enseñanza-aprendizaje.
Ser pedagogo entraña la aceptación, el reconocimiento, la valoración de la educación y también el convencimiento de que en algo está mal, que es perfectible, que requiere modificaciones porque no es como debería ser 
Cuenta con diversas áreas laborales y de aplicación tales como el currículum, las nuevas tecnologías aplicadas a la educación, la docencia, la investigación educativa, la gestión administrativa o directiva enfocada a la educación, la orientación educativa y el desarrollo comunitario, entre otras.

### Didáctica
La Didáctica es una rama de la Pedagogía que se enfoca en los estudios de los métodos, técnicas, estrategias de enseñanza y aprendizaje. Es decir, se ocupa de cómo enseñar de manera efectiva y cómo los estudiantes aprenden de manera eficiente. 

### Currículum
El campo del currículum es un ámbito donde no solo se produce un objeto, el currículum (entendido como diseño curricular), sino que además se produce discurso acerca del mismo: expresión de problemas, debates y temas que impactan las prácticas. En los últimos años ha crecido su importancia teórica dentro de los estudios educativos, hay una creciente tendencia internacional, donde el currículum se convirtió en una de las maneras privilegiadas de referirse a educación, desplazando a otros lenguajes y tradiciones.
La Teoría del Currículum en general, se ha ocupado por un lado de indagar sobre las premisas que sustentan el desarrollo y la promulgación de planes de estudio en general o de planificaciones más específicas paralelamente y por otro lado, en un análisis histórico de los mismos en relación con las políticas culturales nacionales o internacionales.El currículum se refiere a todo el ámbito de experiencias, de fenómenos educativos y de problemas prácticos, donde el profesorado ejerce su oficio y el alumnado vive su experiencia escolar.

### Investigación educativa
La investigación educativa va ligada al nacimiento de la Pedagogía como disciplina científica debido a que se centra en generar conocimiento científico de los hechos educativos. Poder observar las conductas de los estudiantes y a partir de ellas realizar inferencias se convierte en un aspecto clave en el nacimiento de la investigación educativa. Es el uso del método científico se encuentra en la base del nacimiento de la Pedagogía como disciplina, si bien sus inicios se realiza a través de disciplinas afines como medicina y la psicología que utilizan el método científico al estudio de temas educativos. García Hoz (1978) afirma que son tres las áreas que comienzan a investigar sobre temas educativos: 
- Médico-pedagógica, centrada en el estudio de los fenómenos fisiológicos que están relacionados con las tareas educativas como la memoria y la fatiga intelectual.
- Psicológico-educativa, centrada en el estudio científico del desarrollo infantil.
- Técnicas de observación, medida y psicoestadística, con el desarrollo del tets mental (Cattel, 1890), tets de instrucción (Rice, 1885), escala de inteligencia (Binet y Simon) y la escala métrica de escritura (Thorndike, 1890).

## Críticas a las ciencias de la educación
José Gimeno Sacristán ha destacado que las ciencias de la educación son hoy varias pequeñas teorías sin coherencia interna, y sin esquema teórico propio (pues han tomado cosas de otras ciencias). Son inconclusas no solo por el hecho de ser ciencias, sino también porque son innovadoras de la cultura. Las ciencias de la educación se configuran con tres componentes: explicación, normatividad y utopía. Por un lado procuran explicar el objeto educación mediante diversas teorías; además, se ocupan de configurar una tecnología normativa tendiente a conseguir su objeto propio, y finalmente dado su carácter expansivo, buscan aumentar los límites de las capacidades humanas y de la cultura (utopía).

### Caracterización de las ciencias de la educación
Al afirmar acerca de las Ciencias de la Educación no se considera a una conducta aislada e individualista ni de instaurar nexos determinados. Todas ellas inciden en un tema concreto que es la educación y lo educativo exponiendo vínculos de conexión e incidencia. Su concepción como sistema circular que «atienda a la interconexión necesaria entre los diferentes campos, objetos y métodos susceptibles de proporcionar esquemas más apropiados a la explicación de una realidad, no parcelada, sino interactuante» (Pérez Gómez, 1978, 64).
Es por eso que las Ciencias de la Educación poseen naturaleza amplia constituyendo este régimen circular adecuando un sistema de educación entre la colaboración de las otras ciencias nos proponen.